# Gare de Grez - Gaudechart
Ne doit pas être confondu avec Gare de Bourron-Marlotte - Grez.
La gare de Grez - Gaudechart est une halte ferroviaire française (fermée) de la ligne d'Épinay - Villetaneuse au Tréport - Mers, située à la limite des territoires des communes de Gaudechart et de Grez  dans le département de l'Oise en région Hauts-de-France.
Une halte est mise en service en 1875 par la Compagnie des chemins de fer du Nord. Devenue point d'arrêt sans personnel de la Société nationale des chemins de fer français (SNCF), l'ancienne halte est fermée en 2007. Depuis un service de transport à la demande en Taxi-TER a été mis en place par le conseil régional de Picardie pour compenser la fin de la desserte ferroviaire.

## Situation ferroviaire
L'ancienne halte de Grez - Gaudechart est située au point kilométrique 106,922 de la Ligne d'Épinay - Villetaneuse au Tréport - Mers, entre les gares de Fontaine-Lavaganne et de Grandvilliers. Son altitude est de 176 m.

## Histoire
La « halte de Grez - Gaudechart » est mise en service le 1er juillet 1875 par la Compagnie des chemins de fer du Nord, lorsqu'elle ouvre à l'exploitation la section de Saint-Omer à Abancourt.
En 1881, la recette de la halte de Grez - Gaudechart est de 3 258,51 francs, soit une diminution de 16,94 fr par rapport à l'année précédente où elle était de 3 275,55 fr.
En 1885, le train dessert « Grez - Gaudechart » entre « Marseille-le-Petit » et « Grandvilliers ».
En 1960, c'est une halte de la SNCF, indiquée « P.A. Grez - Gaudechart », disposant d'un bâtiment au passage à niveau, entre la halte « P.A. Fontaine - Lavaganne » et la gare de « Grandvilliers ».
Le point d'arrêt non géré (PANG) de la SNCF  est supprimé le 9 décembre 2007. Depuis, il n'est plus desservi par les trains TER Picardie, mais par un service de transport à la demande en Taxi-TER.
La halte, dont le quai a été démoli, est située à côté du passage à niveau no 86 de la ligne précitée où elle coupe la route départementale D 56 ; le bâtiment est devenu une maison à usage d'habitation.

## Service des voyageurs

### Desserte
Le point d'arrêt est supprimé.

### Service de substitution
Depuis 2007, un service de transport à la demande, en Taxi-TER est substitué à la desserte ferroviaire. Attribué pour la période du 13 décembre 2009 au 12 décembre 2012, par appel d'offres, au « Taxi Patrick ». Il permet les départs et arrivées aux gares de Grandvilliers et de Marseille-en-Beauvaisis.